# Coelorinchus argus
Coelorinchus argus är en fiskart som beskrevs av Weber, 1913. Coelorinchus argus ingår i släktet Coelorinchus och familjen skolästfiskar. Inga underarter finns listade i Catalogue of Life.